# Thomas Bschleipfer

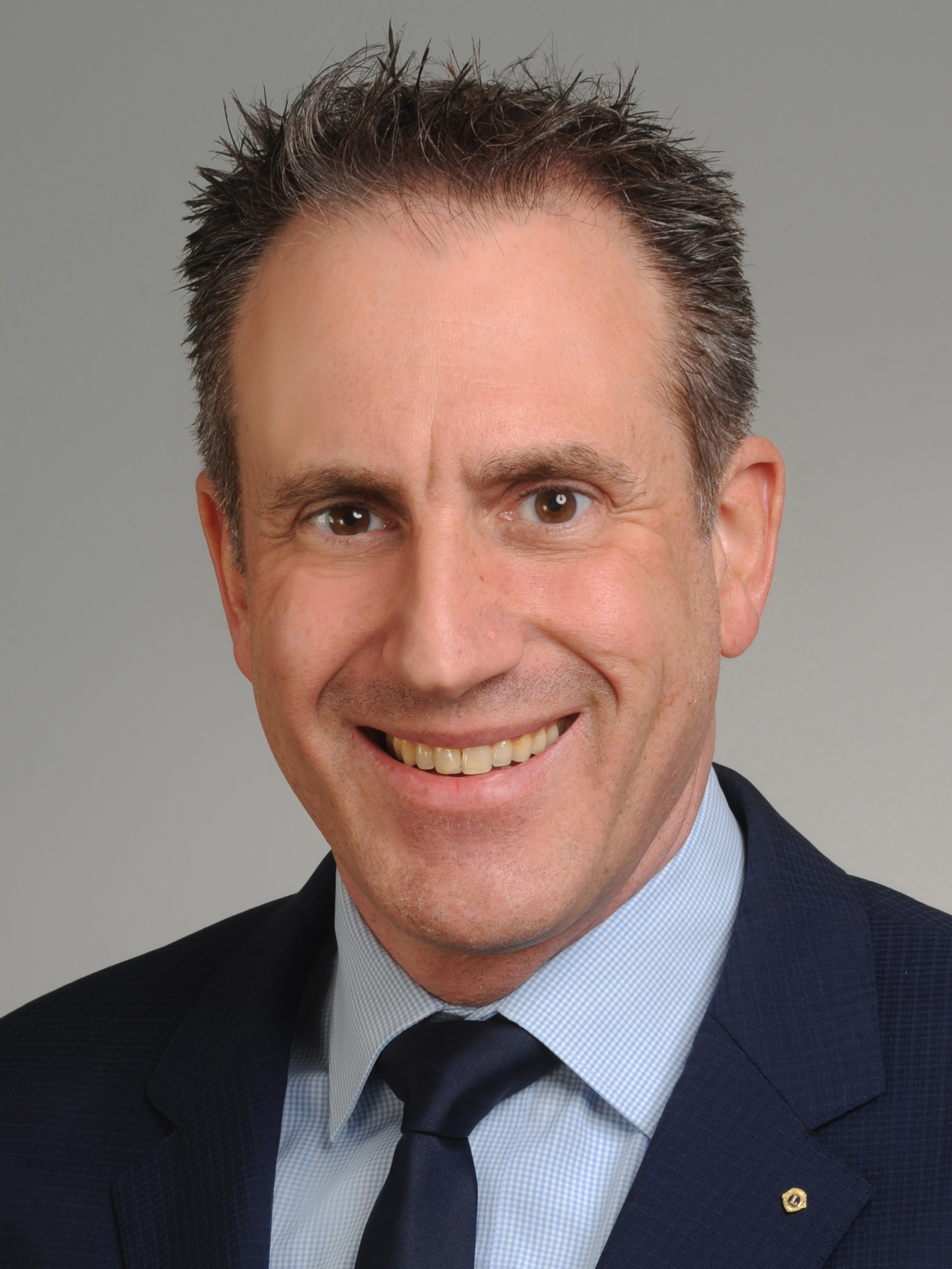
Thomas Bschleipfer (2022)

Thomas Bschleipfer (* 26. Januar 1972 in Augsburg) ist ein deutscher Mediziner und Philosoph. Er ist Facharzt für Urologie, Professor an der Justus-Liebig-Universität Gießen und Chefarzt der Klinik für Urologie und Kinderurologie am Klinikum Coburg. Bschleipfer ist Experte für die Bereiche funktionelle Urologie / Blasenfunktionsstörungen, Urogynäkologie, Interstitielle Cystitis/Blasenschmerzsyndrom (IC/BPS) und benignes Prostatasyndrom (BPS). Wissenschaftlich beschäftigte sich Bschleipfer insbesondere mit dem Krankheitsbild der überaktiven Blase (OAB).
In der Philosophie spezialisierte sich Bschleipfer auf den Bereich der Moralphilosophie und beschäftigte sich intensiv mit Allokationsproblematiken. Er schrieb die erste Ethik einer deutschen Krisen- und Einsatzmedizin.

## Leben
Nach seiner Absolvia am Gymnasium bei St. Stephan in Augsburg studierte Bschleipfer Humanmedizin an der Universität Ulm (1992–1999) und promovierte 2002 mit dem Thema „Das experimentelle stumpfe Nierentrauma - Biomechanik, Traumaverhalten und bildgebende Diagnostik“ zum „Dr. med.“ (summa cum laude).
1996 schloss Bschleipfer sein geisteswissenschaftliches Begleitstudium mit Schwerpunkt Philosophie am Humboldt-Studienzentrum der Universität Ulm mit dem Thema „Tugendethik - das Problem der sogenannten Sekundärtugenden“ ab. 1999 bis 2007 war er als externer Promotionsstudent an der BTU Cottbus immatrikuliert und promovierte am Lehrstuhl für Technikphilosophie bei Klaus Kornwachs 2007 zum „Dr. phil.“ (magna cum laude). Das Thema der Arbeit lautete „Ethik einer Krisenmedizin - Kritische Analyse bereichsspezifischer Dilemmata: Ressourcenallokation, Instrumentalisierung und Doppelloyalität“.
Nach Tätigkeit in den Abteilungen Chirurgie, Urologie und Anästhesie am Bundeswehrkrankenhaus Ulm (1999–2001) war Bschleipfer Sanitätsstabsoffizier und Fliegerarzt des Airborne Warning and Control System (AWACS) / E-3A Verbandes der NATO in Geilenkirchen (2001–2004). Von 2004 bis 2014 arbeitete er in der Klinik und Poliklinik für Urologie, Kinderurologie und Andrologie der Justus-Liebig-Universität Gießen (Wolfgang Weidner). Seine Anerkennung zum Facharzt für Urologie erhielt Bschleipfer 2008. 2009 verlieh das European Board of Urology (EBU) ihm den Titel „Fellow of the European Board of Urology“ (F.E.B.U.). 2010 wurde Bschleipfer zum Oberarzt der Klinik ernannt und war Leiter der Sektion Urodynamik und Neurourologie. Bschleipfer habilitierte sich 2014 mit dem Thema „Die überaktive Blase - Cholinerge Systeme der Harnblasensensorik“. Er erhielt die Venia legendi und die akademischen Titel „Dr. med. habil.“ und „Privatdozent“. 2016 wurde er von der Justus-Liebig-Universität Gießen zum Professor ernannt. 2022 erhielt er von der Universität für Medizin und Pharmazie (UMF) Iuliu Hațieganu in Cluj-Napoca (Rumänien) die europäische Ehrendoktorwürde (Dr. h.c.). Von 2014 bis 2022 war Bschleipfer Chefarzt der Klinik für Urologie, Andrologie und Kinderurologie am Klinikum Weiden / Kliniken Nordoberpfalz AG. Hier war er Leiter des interdisziplinären Beckenbodenzentrums, Leiter des zertifizierten Zentrums für Interstitielle Zystitis (IC) und Beckenschmerz sowie Projektleiter „Robotische Chirurgie“. Von 2019 bis 2020 war er Mitglied und von 2020 bis 2022 stellvertr. Vorsitzender des klinischen Ethikkomitees. Seit 2018 ist Bschleipfer Mitglied des Prüfungsausschusses der Bayerischen Landesärztekammer (BLÄK) im Gebiet „Urologie“. Seit 2022 ist er Chefarzt der Klinik für Urologie und Kinderurologie am Klinikum Coburg. Er trägt folgende medizinische Zusatzbezeichnungen: ‚Naturheilverfahren’ (2004), ‚Notfallmedizin’ (2006), ‚Medikamentöse Tumortherapie’ (2010) und ‚Andrologie’ (2010).

## Wissenschaftlicher Beitrag
Bschleipfer begann seine wissenschaftliche Karriere im Bereich der urologischen Traumatologie. Im Rahmen seiner medizinischen Promotion beschäftigte er sich mit der Biomechanik und dem Traumaverhalten von Nieren nach stumpfen Verletzungen. Seine Arbeit konnte bei progressiv steigender Belastung ein stufenartiges Hinzutreten unterschiedlicher Läsionstypen an kritischen Energie- bzw. Dekompensationsgrenzen nachweisen. Dabei zeigte sich eine deutlich erhöhte Traumasuszeptibilität für abflussbehinderte Organe. Im direkten Vergleich von Makroskopie und Kontrastmittel-Computertomographie konnte eine sehr hohe Befundungsgenauigkeit für das Schnittbildverfahren aufgezeigt werden. Im Folgenden beschäftigte sich Bschleipfer mit der funktionellen Urologie, speziell mit dem Krankheitsbild der überaktiven Blase (OAB). Den Forschungsschwerpunkt legte Bschleipfer auf das cholinerge System der Harnblasensensorik. Unterschiedliche muskarinische und nikotinische Rezeptorsubtypen und -untereinheiten konnten auf den Afferenzen der Harnblase identifiziert werden. Ebenfalls konnten Veränderungen aufgezeigt werden, welche sich nach Blasenauslassobstruktion, wie beispielsweise einer Prostatavergrößerung des älter werdenden Mannes, ergeben. Darüber hinaus konnte die Forschungsarbeit von Bschleipfer ein non-neuronales cholinerges System innerhalb des Urothels (Blasenschleimhaut) aufzeigen, welches ebenfalls cholinerge Rezeptoren exprimiert, zwischen Mann und Frau nicht differiert und bei Vorliegen einer Blasenauslassobstruktion keine wesentlichen Veränderungen zeigt. Weitere Arbeiten von Bschleipfer konnten einen wesentlichen Einfluss einer systemischen Arteriosklerose auf die Entstehung einer Detrusorhyperaktivität (DHA) und somit auf das Krankheitsbild der überaktiven Blase (OAB) nachweisen.
Gemeinsam mit Wolfgang Kummer, Direktor des Instituts für Anatomie und Zellbiologie an der Justus-Liebig-Universität Gießen, arbeitete Bschleipfer an der Erstbeschreibung der urethralen Bürstenzelle, einer Geschmackszelle in der Harnröhre, welche nicht nur beim Menschen, sondern auch bei zahlreichen Säugetieren nachgewiesen werden konnte. Diese chemosensorische „Wächter-Zelle“ ist in der Lage, Bitterstoffe und spezielle Moleküle (quorum-sensing molecules, QSM) von (in den Körper eindringenden) Bakterien zu „schmecken“. Hierdurch wird reflektorisch eine Kontraktion der Blase ausgelöst, was zu einer Elimination potentieller Krankheitserreger führt.
Bschleipfer veröffentlichte bislang mehr als 75 PubMed-gelistete Publikationen, hielt mehr als 400 nationale und internationale Vorträge, organisierte mehrere Kongresse und Seminare und verfasste zahlreiche (Lehr-)Buchbeiträge. Als Mitglied und Sekretär des Arbeitskreises Benignes Prostatasyndrom (AK BPS) der Deutschen Gesellschaft für Urologie (DGU) war er wesentlich an der Erarbeitung der S2e Leitlinie „Therapie des Benignen Prostatasyndroms (BPS)“ 2014 beteiligt. Seit 2017 ist er Vorsitzender des Arbeitskreises Benignes Prostatasyndrom (AK BPS) der DGU und koordinierte die aktuelle S2e Leitlinie „Diagnostik und Therapie des Benignen Prostatasyndroms (BPS)“ 2023. Als Mitglied der Leitlinienkommission der Arbeitsgemeinschaft für Urogynäkologie und plastische Beckenbodenrekonstruktion AGUB e.V. der Deutsche Gesellschaft für Gynäkologie und Geburtshilfe e.V. (DGGG) wirkte er an der S2k-Leitlinie „Harninkontinenz der Frau“ mit, ist Mitglied des Arbeitskreises Urologische Funktionsdiagnostik und Urologie der Frau und koordinierte die erste deutsche S2k-Leitlinie „Diagnostik und Therapie der Interstitiellen Cystitis (IC/BPS)“.
Bschleipfer ist als Reviewer bei zahlreichen wissenschaftlichen Fachzeitschriften tätig. Dazu zählen unter anderem:
- European Urology (Eur Urol)
- European Urology Focus (Eur Urol Focus)
- British Journal of Urology (BJU Int)
- European Journal of Obstetrics & Gynecology and Reproductive Biology (Eur J Obstet Gynecol Reprod Biol)
- World Journal of Urology (World J Urol)
- Life Sciences (Life Sci)
- Neurourology and Urodynamics (Neurourol Urodyn)
- Urologia internationalis (Urol Int)
- Naunyn-Schmiedeberg’s Archives of Pharmacology
- Annals of Anatomy

## Mitgliedschaften in wissenschaftlichen Vereinigungen (Auswahl)
Bschleipfer ist Mitglied in verschiedenen wissenschaftlichen Vereinigungen. Hierzu zählen unter anderen:
- European Association of Urology (EAU)
- Deutsche Gesellschaft für Urologie (DGU)
- Bayerische Urologenvereinigung (BUV)
- Arbeitskreis ‚Benignes Prostatasyndrom’ (BPS) der der Deutschen Gesellschaft für Urologie (DGU)
- Arbeitskreis ‚Urologische Funktionsdiagnostik und Urologie der Frau‘ der Deutschen Gesellschaft für Urologie (DGU)
- Forum Urodynamicum e.V.
- Mitglied des wissenschaftlichen Beirats für das Hauptorgan der Deutschen Gesellschaft für Urologie (DGU): DIE UROLOGIE

## Ehrungen und Auszeichnungen (Auswahl)
- Hochbegabtenförderung des Landes Bayern (1991)
- Second Price Oral Presentation der European Association of Urology (EAU) (2001)
- Joseph-Ströbl-Förderpreis der Joseph-Ströbl-Stiftung in Kooperation mit der Technischen Universität München und der Ludwig-Maximilians-Universität München (2001)
- Förderpreis des Koordinationszentrums Klinischer Studien (KKS) Marburg und der medizinischen Fakultät der Philipps-Universität Marburg (2006)
- Forschungsstipendium des Forum Urodynamicum e.V. der Deutschen Gesellschaft für Urologie (DGU) (2010)
- Wolfgang-Mauermayer-Preis der Deutschen Gesellschaft für Urologie (DGU) (2016)[32]